# Germaine Richier
 Germaine Richier  (Grans bij Arles, 16 september 1902 – Montpellier, 31 juli 1959) was een Franse beeldhouwster en grafisch kunstenares. Zij behoort tot de belangrijke vertegenwoordigers van de abstracte kunst van na de Tweede Wereldoorlog.

## Haar leven
Germaine Richier studeerde vanaf 1922 beeldhouwkunst aan de École des Beaux-Arts in Montpellier bij Louis Jacques Guigues (een leerling van Auguste Rodin). In 1926 verhuisde zij naar Parijs, waar zij verder studeerde aan de Académie de la Grande Chaumière en tot 1929, de dood van Émile-Antoine Bourdelle, in diens atelier. In deze periode leerde zij Alberto Giacometti kennen, maar ze sloot er geen vriendschap mee.
In 1934 had Germaine Richier haar eerste solotentoonstelling bij Galerie Max Kaganovitch in Parijs. In 1936 kreeg zij voor haar werk "Buste Nr. 2" de beeldhouwprijs (als eerste vrouw) van de Blumenthal Foundation in New York. Zij werd in 1937 als deelneemster uitgenodigd voor de Wereldtentoonstelling in Parijs. Wederom werd haar werk bekroond met een prijs. Samen met andere Europese kunstenaressen nam zij deel aan een groepstentoonstelling in het Parijse Musée du Jeu de Paume (thans Galerie nationale du Jeu de Paume). 
In 1939 werden haar werken geselecteerd voor het Franse paviljoen van de Wereldtentoonstelling in New York, samen met kunstwerken van onder anderen: Pierre Bonnard, Georges Braque, Marc Chagall, Robert Delaunay, André Derain en Jacques Lipchitz.
Gedurende de Tweede Wereldoorlog woonde Germaine Richier deels in Zuid-Frankrijk (de Provence) en deels in Zwitserland. In 1942 exposeerde zij in het Kunstmuseum Winterthur en in 1943 had zij, met Fritz Wotruba en Marino Marini, een gemeenschappelijke tentoonstelling in de Kunsthalle Basel in Bazel. In 1946 keerde Germaine Richier terug naar Parijs. Zij werd tweemaal uitgenodigd Frankrijk te vertegenwoordigen op de Biënnale van Venetië: 1948 en 1952. In 1951 won zij de beeldhouwprijs bij de Biënnale van São Paulo. In de vijftiger jaren werden haar werken wereldwijd tentoongesteld: tussen 1955 en 1957 in het Stedelijk Museum (Amsterdam) in Amsterdam, in het Musée National d'Art Moderne in Parijs en in de Martha Jackson Gallery in New York.

## Haar werk

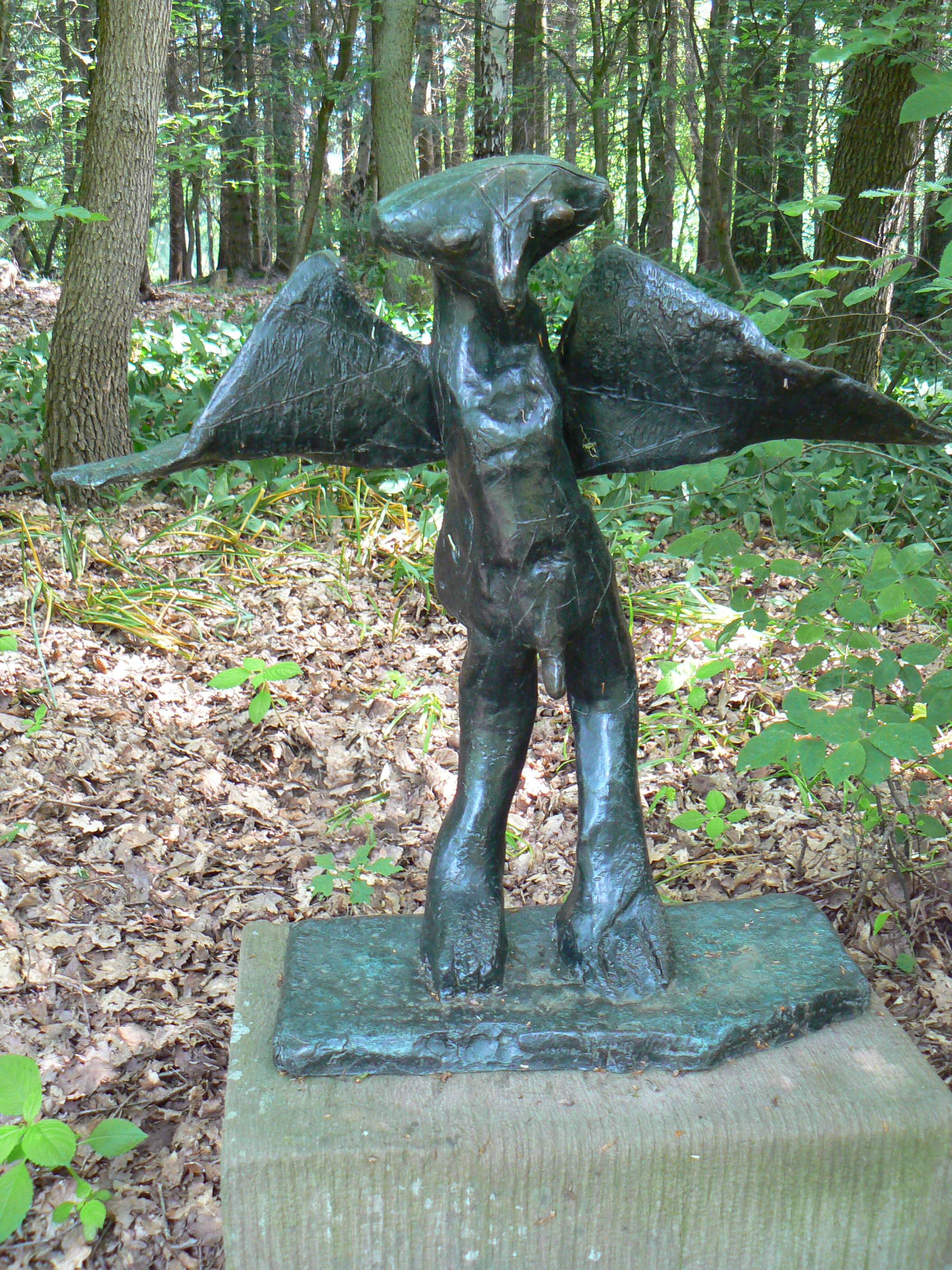
Le grand homme de la nuit (1954/5), Otterlo

Het vroege werk van Germaine Richier werd nog sterk beïnvloed door Émile-Antoine Bourdelle en Auguste Rodin (in de collectie van Musée Fabre de Montpellier: La Montagne, Loretto, Chauve-souris). Later ontwikkelde zij haar eigen, specifieke stijl, met geabstraheerde mens-, dier- en hybride figuren (L'Araignée, La Mante, l'Hydre). 
Tijdens de voorbereiding van een tentoonstelling in het Musée Picasso d'Antibes in Antibes (waar zich thans ook nog werk van haar bevindt) stierf Germaine Richier in Montpellier. Enkele van haar werken werden die zomer getoond tijdens documenta II (1959) in Kassel, alsook postuum tijdens documenta III (1964). Daarna geraakte haar werk voor langere tijd in de vergetelheid. Pas in de jaren negentig herinnerde men zich deze kunstenares weer. In 1997 werd een grote retrospectieve in de Akademie der Künste in Berlijn aan haar werk gewijd.
Haar werk bevindt zich in de collectie van vele musea en instellingen, zoals:
- Tate Modern in Londen
- Centre Georges Pompidou in Parijs
- Peggy Guggenheim Collection in Venetië
- National Gallery of Scotland in Edinburgh
- Nasher Sculpture Center in Dallas
- Walker Art Center in Minneapolis
- Hirshhorn Museum and Sculpture Garden in Washington D.C.
- Von der Heydt-Museum in Wuppertal
- Lehmbruck-Museum in Duisburg: Der Kreisel (1951)
- Beeldenpark van het Kröller-Müller Museum in Otterlo : Le grand homme de la nuit (1954/55)
- Billy Rose Art Garden in Jeruzalem : Torso of a Youth, 1934 en Diabolo (1950)
- Middelheimmuseum in Antwerpen : The Praying Mantis (1946)